# Spathipora sertum
Spathipora sertum är en mossdjursart som beskrevs av Fischer 1866. Spathipora sertum ingår i släktet Spathipora och familjen Spathiporidae. Inga underarter finns listade i Catalogue of Life.